# Svanaträsket (Piteå socken, Norrbotten)
Svanaträsket är en sjö i Piteå kommun i Norrbotten och ingår i Åbyälvens huvudavrinningsområde. Sjön har en area på 0,357 kvadratkilometer och ligger 312,1 meter över havet. Svanaträsket ligger i Åbyälven Natura 2000-område.

## Delavrinningsområde
Svanaträsket ingår i det delavrinningsområde (726712-171604) som SMHI kallar för Mynnar i Åbyälven. Medelhöjden är 342 meter över havet och ytan är 13,29 kvadratkilometer. Det finns inga avrinningsområden uppströms utan avrinningsområdet är högsta punkten. Vattendraget som avvattnar avrinningsområdet har biflödesordning 2, vilket innebär att vattnet flödar genom totalt 2 vattendrag innan det når havet efter 80 kilometer. Avrinningsområdet består mestadels av skog (72 procent) och sankmarker (25 procent). Avrinningsområdet har 0,35 kvadratkilometer vattenytor vilket ger det en sjöprocent på 2,7 procent.